# Philipp Wilhelm Nuglisch
Philipp Wilhelm Nuglisch, auch Nuglitz (geboren um 1678; gestorben nach 1712 in Berlin) war ein deutscher Bauingenieur und Maler, der für König Friedrich I. an den Schlossbauten in Berlin arbeitete.

## Wirken

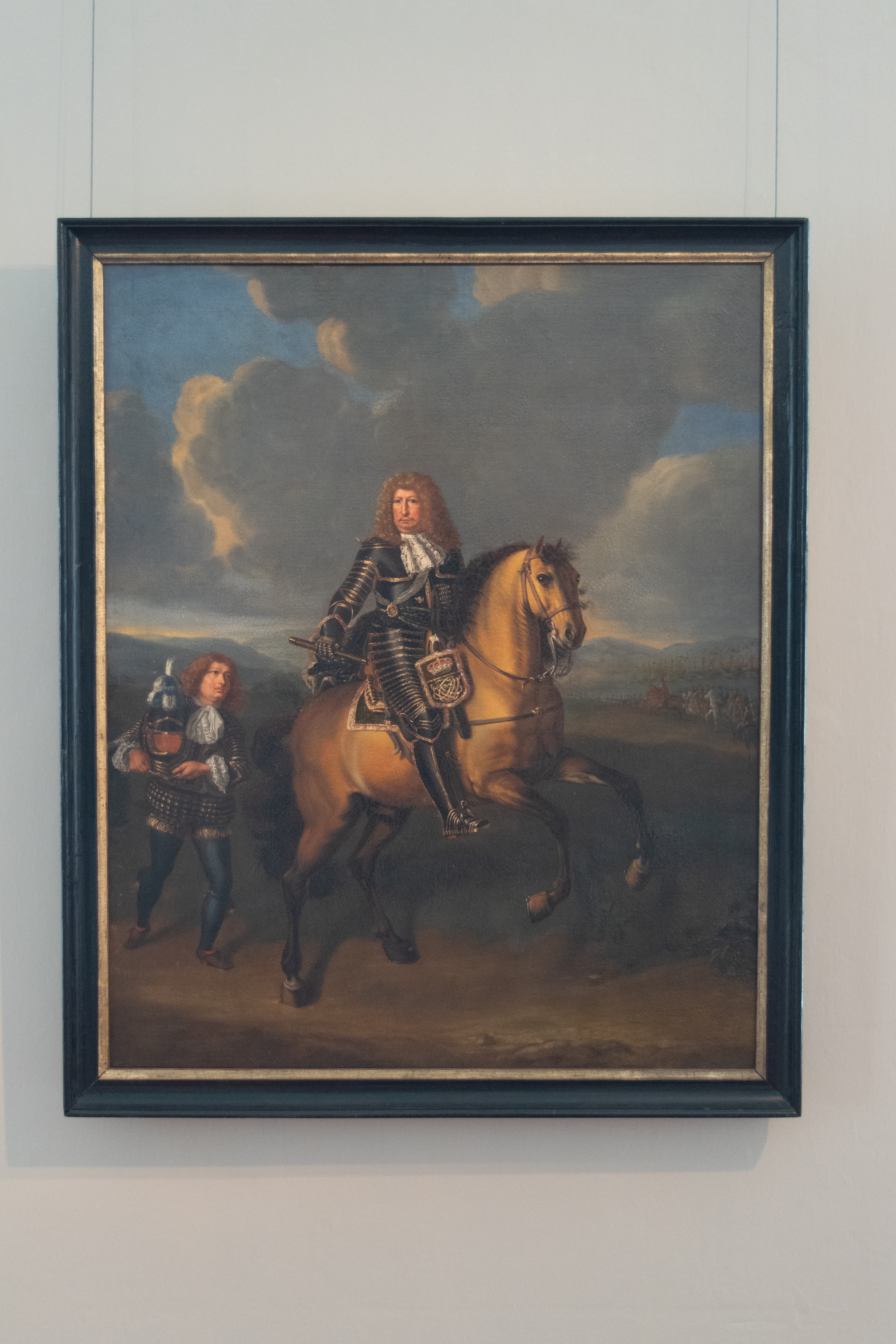
Kurfürst Friedrich Wilhelm zu Pferde (ein ihm zugeschriebenes Gemälde)

Nuglisch unternahm im Jahr 1697 eine Reise nach Frankreich und Italien. Er war spezialisiert auf die Kriegs- und bürgerliche Baukunst. Er diente in der Pionierkompanie und stand nach seiner Rückkehr im Rang eines Leutnants. Friedrich I. ließ ihn sowohl beim Bau des Berliner Schlosses als auch bei den Bauten in Charlottenburg und Potsdam einsetzen. Unter der Oberaufsicht des Architekten Johann Friedrich Eosander von Göthe baute er beispielsweise 1704 eine Kanalverbindung, die einen Schiffsweg vom Schloss Schönhausen nach Berlin ermöglichen sollte. In den Jahren 1706 bis 1709 war er mit dem Bau der Favorite (kleines Lusthaus) und der Orangerie am Schloss Oranienburg beschäftigt und hatte von 1708 bis 1712 die Bauleitung für Erweiterungsbauten am heute nicht mehr vorhandenen dreiflügligen Schloss zu Altlandsberg inne. Er übernahm ferner Arbeiten, wie das Abstecken der Straßenverläufe der neuen Stadt Charlottenburg. Als königlicher Baumeister und Ingenieur wurde er mit einem Gehalt von 300 Reichstalern entlohnt. Kurz vor seinem Tod wurde er in den Rang eines Ingenieurhauptmanns erhoben.

## Familie
Nuglisch gehörte einer Familie von höfischen Beamten an, so beauftragte König Friedrich Wilhelm I. am 18. Dezember 1719 den Landbaumeister Carl Nuglisch († 1758) mit der Neuanlage eines Salzwerkes in Halle, das 1721 fertiggestellt wurde. Die Mitglieder der Familie scheinen durch die Kurfürsten von Brandenburg gefördert worden zu sein, so schickte der Große Kurfürst Friedrich Wilhelm von Brandenburg den in Potsdam geborenen Friedrich Christian Nuglisch (Sohn des Georg Nuglisch) auf kurfürstliche Kosten 1681 für drei Jahre zu Hendrik de Fromantiou in die Ausbildung, um die niederländische Malerei zu erlernen. Dieser fertigte später Gemälde von Neptun und Ceres auf ihren Wagen an. Georg[e] Nuglisch († 1680) war der erste Kastellan, der unter dem Großen Kurfürsten im Potsdamer Schloss diente, er ist der Stammvater einer Familie von Amtsträgern. Von seinen Söhnen sind zwei Baudirektoren geworden. Die Brüder Carl und Philipp Wilhelm arbeiteten als königliche Bauingenieure an den Schlossbauten und weiteren Bauprojekten in der Mark Brandenburg. Beide waren beispielsweise als Kondukteure in Oranienburg tätig. Carl ging als Landbaumeister nach Magdeburg. Er war seit 1728 Baudirektor in der Kurmärkischen Kammer.
Nuglisch war seit 1713 mit Louisa Dorothea verheiratet, der Tochter des schwedisch-deutschen Leibarztes des Kurfürsten Gustav Casimir Gahrliep von der Mühlen (1630–1717).